# Carex papillosissima
Carex papillosissima är en halvgräsart som beskrevs av Ernest Nelmes. Carex papillosissima ingår i släktet starrar, och familjen halvgräs. Inga underarter finns listade i Catalogue of Life.